# 山田みづえ
山田 みづえ（やまだ みづえ、1926年7月12日 - 2013年5月18日）は、日本の俳人。

## 生涯
宮城県仙台市生まれ。国語学者・山田孝雄の次女。兄に山田忠雄、山田英雄、山田俊雄がいる。
宇治山田高等女学校（現・三重県立宇治山田高等学校）卒業。1957年、石田波郷に師事する。俳誌『鶴』を経て、1979年に『木語』を創刊、主宰する。同誌は2004年に終刊した。門下に石田郷子、本郷をさむなどがいる。1968年、「梶の花」50句で第14回角川俳句賞、1976年、句集『木語』にて第15回俳人協会賞受賞。他の句集に『忘』『木語』『手甲』『草譜』『昧爽』『中今』などがある。2013年5月18日、老衰のため死去した。86歳没。

## 著書
- 『忘 山田みづえ句集』竹頭社（鶴叢書）　1966年
- 『木語 句集』牧羊社（精鋭句集シリーズ）　1975年
- 『山田みづえ集』俳人協会（自註現代俳句シリーズ）　1978年
- 『手甲』牧羊社（現代俳句選集）　1982年
- 『忘・不忘』牧羊社（木語叢書）　1982年
- 『山田みづえ集』牧羊社（自解100句選）　1986年
- 『草譜 句集』角川書店（現代俳句叢書）　1988年
- 『天音 鳥のうた 山田みづえ句集』ふらんす堂　1989年
- 『花双六』本阿弥書店（木語叢書）　1990年
- 『樹冠 山田みづえ句集』ふらんす堂文庫 1992年
- 『定本忘』邑書林　1992年
- 『星野立子』牧羊社（鑑賞秀句100句選）　1992年
- 『山田みづえ 自選三百句』春陽堂書店（俳句文庫）　1992年
- 『煙霞抄 山田みづえ句集』ふらんす堂　1994年
- 『榲桲 句集』牧羊社　1994年
- 『まるめろ 句集』邑書林　1995年
- 『木思石語 昭和編』邑書林（木語叢書）　1995年
- 『定本木語』邑書林（木語叢書）　1996年
- 『野山』飯塚書店（俳句創作百科）　1997年
- 『山田みづえ』花神社（「木語」叢書）　1997年
- 『手甲 山田みづえ句集』邑書林句集文庫 1998年
- 『現代俳句鑑賞全集 第28巻　山田みづえ篇』東京四季出版　1999年
- 『昧爽 句集』紅書房（木語叢書）　1999年
- 『季語別山田みづえ句集』ふらんす堂　2001年
- 『風のこゑ 次女ものがたり』邑書林　2005年
- 『中今 句集』角川書店　2005年

編著
- 『言はでもの事 相生垣瓜人文集』編　東京美術　1986年
- 『石田波郷』編著　蝸牛社（蝸牛俳句文庫）　1994年